# Erica Sullivan (svømmer)
Erica Sullivan (født 9. august 2000) er en amerikansk svømmer. 
Ved sommer-OL 2020 i Tokyo tog sølvmedaljen med hjem i 1500 meter fri.